# Làm sạch bãi biển
Dọn dẹp bãi biển hay làm sạch bãi biển là một quá trình loại bỏ rác thải rắn, hóa chất và các loại rác hữu cơ lắng đọng trên bãi biển hoặc bờ biển do thủy triều đánh vào, du khách địa phương hoặc khách du lịch thải ra. Các vật dụng như chai, túi và ống hút nhựa, ngư cụ, đầu lọc thuốc lá, và nhiều vật dụng khác do con người thải ra sẽ gây ô nhiễm biển và dẫn đến suy thoái môi trường. Mỗi năm có hàng trăm nghìn tình nguyện viên đến thu dọn rác ở các bãi biển và bờ biển trên khắp thế giới để thu gom những loại rác thải này. Chúng còn được gọi là "rác thải biển" hay "sự ô nhiễm biển" và có số lượng ngày càng tăng do các hoạt động của con người.
Các nguyên nhân chính gây ra rác biển, bao gồm: con người, đại dương, các dòng chảy của biển và của sông. Nhiều người đi biển đã vứt rác ở đó. Ngoài ra, rác biển hoặc các hóa chất như dầu thô trôi dạt từ đại dương hoặc biển và tích tụ dần trên các bãi biển. Bên cạnh đó, rác của thành phố theo dòng chảy của các con sông trôi ra biển. Các chất ô nhiễm này gây hại cho đời sống và hệ sinh thái của sinh vật biển, sức khỏe con người và du lịch biển. Nghiên cứu của Hartley và cộng sự (2015) chỉ ra rằng giáo dục về môi trường rất quan trọng trong việc loại bỏ các chất gây ô nhiễm trên bãi biển và trong môi trường biển.

## Rác biển
Có hai nguyên nhân dẫn đến sự suy thoái sinh thái biển và rác biển gồm: tác động trực tiếp (sự gia tăng dân số, công nghệ phát triển và tăng trưởng kinh tế) và tác động gián tiếp (sự biến đổi địa chất và các quy trình công nghiệp). Các tác động trực tiếp có thể được coi là nguyên nhân cơ bản cho câu hỏi tại sao chúng ta tiêu thụ quá nhiều hàng hóa từ quy trình công nghiệp. Việc tiêu thụ lượng hàng hóa quá nhiều gây ra rác biển vì hàng hóa được đóng gói bằng các vật liệu rẻ tiền và không thể tái chế như nhựa. Rác thải rắn nhựa không thể phân hủy dễ dàng trong tự nhiên và quá trình phân hủy của chúng mất từ hàng nghìn đến hàng triệu năm nhưng nhựa sẽ liên tục bị phân hủy thành các mảnh nhỏ hơn (> 5 mm) được biết đến là vi nhựa. Do đó, các loại rác thải rắn như thế sẽ gọi là rác biển, điều có thể được nhìn thấy khắp các bờ biển và bãi biển trên thế giới. Có rất nhiều nguồn rác biển như là từ đất liền, từ biển, và các hoạt động của con người.
Hàng triệu tấn rác thải từ đất liền như nhựa, giấy, gỗ và kim loại đều sẽ đổ ra biển, đại dương và các bãi biển nhờ gió, các dòng hải lưu (năm vòng hải lưu chính), nước thải, dòng chảy, cống thoát nước và những con sông. Một lượng lớn rác biển đã trở thành mối đe dọa nghiêm trọng đối với môi trường biển, đời sống của các sinh vật biển và loài người. Hầu hết các nguồn rác thải này bắt nguồn từ việc xả rác bất hợp pháp, các bãi thải, chất hóa dầu và các ngành công nghiệp xử lý. Ngoài ra, các nguồn rác biển bao gồm dây câu, lưới, dây nhựa hay các sản phẩm hóa dầu khác bị cuốn trôi từ các đảo hoặc vùng đất xa xôi, tàu vận chuyển trên biển biển hoặc thuyền đánh cá bởi gió và các dòng hải lưu. Nguồn rác biển  cũng xuất phát từ hoạt động của người dân địa phương như người đi biển, khách du lịch và nước thải của thành phố hoặc thị trấn.
Nghiên cứu của Montesinos và cộng sự (2020) về tổng số 16.123 rác thải trên bãi biển để xác định nguồn gốc của rác biển tại 40 khu vực tắm biển dọc theo bờ biển Cádiz, Tây Ban Nha. Nghiên cứu chỉ ra rằng nguồn gốc của 88,5% nhựa, 67% tàn thuốc và vải vụn có liên quan đến hoạt động của những người đi biển và khách du lịch, còn 5,5% tăm bông, khăn ướt, băng vệ sinh và bao cao su thì liên quan đến việc xả nước thải ở một số nơi gần sông, cửa lạch thủy triều. Bên cạnh đó, nguồn gốc của 2,1%  dây câu, lưới, 0,6% hộp xốp có liên quan đến hoạt động đánh bắt thủy sản và nguồn tài nguyên biển. Hơn nữa, một số mảnh rác biển cho thấy chúng được xả xuống trực tiếp các biển hoặc bãi biển ở các quốc gia khác nhau từ một số tàu vận tải hàng hóa quốc tế hay do khách du lịch, ví như hộp đựng thức ăn (từ Bồ Đào Nha), nắp chai (Maroc), nước lau kính (Thổ Nhĩ Kỳ), giấy gói thực phẩm và các mặt hàng khác liên quan đến ngành hàng hải (Đức). Nghiên cứu của Montesinos và cộng sự (2020) đã chứng minh rằng một số mảnh rác biển có thể di chuyển đến hàng trăm kilômét và tích tụ lại ở rất xa nguồn của nó dưới tác động của đại dương và các dòng hải lưu.
Hơn nữa, các đảo nhiệt đới và cận nhiệt đới là những điểm nóng về ô nhiễm biển vì các hệ sinh thái của chúng tương đối dễ bị tổn thương và đang bị ảnh hưởng nghiêm trọng bởi rác biển đến từ địa phương và nước ngoài. Vào năm 2016 Scisciolo và cộng sự đã có một nghiên cứu trên mười bãi biển dọc theo đường bờ biển khuất gió và đón gió của Aruba, một trong những hòn đảo thuộc quần đảo Tiểu Antilles nằm ở phía Nam biển Caribe. Họ cố gắng làm rõ sự khác biệt của các loại rác biển ở mức độ vĩ mô (> 25 mm), trung bình (2–25 mm) và vi mô (<2 mm). Kết quả nghiên cứu cho thấy những mảnh rác có kích thước trung bình là các sản phẩm nhựa có hình tròn được tìm thấy trên các đường bờ biển đón gió vì các đường bờ biển này chịu áp lực cao hơn từ các loại rác biển ở xa. Các yếu tố tự nhiên như gió và các dòng hải lưu gây ra sự tích tụ và phân bố các loại rác nhựa có kích thước trung bình ở các đường bờ biển đón gió. Và, các loại rác có kích thước lớn đa phần có nguồn gốc từ việc ăn, uống, hút thuốc và các hoạt động vui chơi giải trí thường được tìm thấy ở các khu vực khuất gió vì các khu vực này phải chịu áp lực cao hơn từ rác biển đến từ đất liền như đĩa, chai và ống hút nhựa.

### Rác ngư cụ
Rác biển gồm hàng triệu tấn ngư cụ bằng nhựa bị bỏ rơi. Mỗi năm có gần 640.000 tấn rác nhựa bị vứt xuống các đại dương. Theo Unger và Harrison, hằng năm có 6,4 tấn chất ô nhiễm đổ ra các đại dương, phần lớn trong số đó là các ngư cụ tổng hợp bền, bao bì, vật liệu, nhựa thô và các loại hàng tiện dụng. Những chất gây ô nhiễm ấy cực kỳ bền và không thể bị phân hủy trong nước (biển) và môi trường biển, và cuối cùng chúng sẽ trôi dạt vào các bãi biển nhờ các dòng chảy ven bờ và gió. Tập hợp của những dụng cụ bị vứt bỏ như dây câu, lưới, phao bằng nhựa được được gọi chung trong tiếng Anh là "ghost gear". Khoảng 46% trong số 79 nghìn tảng rác được biết đến như "ghost gear" có kích thước bằng nhiều sân bóng đá, đã được tìm thấy tại một bãi rác lớn ở Thái Bình Dương được xây vào năm 2018. Những sợi dây và lưới đánh cá bị vứt xuống biển này, hàng năm, đã giết hoặc gây hại cho vô số sinh vật biển như cá, cá mập, cá voi, cá heo, rùa biển, hải cẩu và các loài chim biển. Và khoảng 30% số lượng cá đã bị suy giảm, kèm theo đó là 70% các loài sinh vật biển khác bị ảnh hưởng bởi lượng rác vứt xuống biển mỗi năm. Bên cạnh đó, ngành công nghiệp đánh bắt cá rộng lớn là một tác nhân quan trọng trong việc làm suy giảm hệ sinh thái biển do các hoạt động đánh bắt quá mức cho phép. Nguyên nhân của việc đánh bắt quá mức là do các tàu lớn đánh bắt hàng tấn cá nhiều hơn so với số lượng cá được sinh ra. Hơn nữa, việc đánh bắt quá mức còn ảnh hưởng đến 4,5 tỷ người phụ thuộc vào ít nhất 15% lượng cá để cung cấp chất đạm, và kế sinh nhai.

## Lợi ích

### Sức khỏe cộng đồng
Làm sạch bãi biển có rất nhiều lợi ích đối với sức khỏe con người vì những bãi biển bị ô nhiễm có thể đẩy cuộc sống con người lâm vào nguy hiểm bởi những tai nạn xảy ra trên bãi biển. Nhiều vật dụng còn sót lại trên bãi biển như mảnh kính vỡ, kim loại sắc nhọn hoặc nhựa cứng có thể gây thương tích cho người đi biển. Ngoài ra, các loại rác biển như ngư cụ hoặc lưới có thể gây rủi ro đến tính mạng của những người ở đó. Những chất ô nhiễm như vậy có thể là cái bẫy đối với những người sống ở biển và gây ra thương tích rất nghiêm trọng hoặc tai nạn đuối nước cho khách du lịch.

### Sinh thái học
Những nghiên cứu về các loại rác biển đã làm tăng đáng kể kiến thức của chúng ta về số lượng, thành phần cũng như tác động của chúng đối với môi trường biển, đời sống thủy sinh và con người. Rác biển rất có hại cho các sinh vật biển như thực vật, động vật không xương sống, cá, chim biển, rùa biển và các động vật biển có vú lớn khác. Chúng chứa hàng lít nhựa có thành phần là hóa chất công nghiệp hoặc chất độc. Những hóa chất này có thể phá hủy cơ thể của các sinh vật sống dưới nước vì chất độc sẽ tích tụ trong các mô của những sinh vật này và gây ra tác động cụ thể như sự thay đổi hành vi và sự biến đổi trong các quá trình trao đổi chất. Ngoài ra, sự kết hợp của các vật liệu nhựa và nước biển như hydrocarbon thơm đa vòng (PAHs), poly-chlorinated biphenyls (PCB) và các kim loại nặng có thể gây tử vong cho sinh vật biển. Hơn nữa, việc tiêu thụ vi nhựa bởi các sinh vật biển lớn hơn gây ra sự tắc nghẽn đường ruột và dẫn đến việc chết đói và chết vì thiếu hụt năng lượng. Theo Ủy ban Động vật có vú biển Hoa Kỳ, 111 trong số 312 loài chim biển trên thế giới, 26 loài động vật có vú biển và sáu trong số bảy loài rùa biển đã gặp vấn đề với việc ăn rác biển. Một số nghiên cứu gần đây cho thấy vi nhựa có thể ảnh hưởng đến sức khỏe con người thông qua việc tiêu thụ các sinh vật biển, nhưng vẫn chưa có đủ bằng chứng để chứng minh điều này.
Bên cạnh những tác động trên, rác biển còn gây ảnh hưởng xấu cho những động vật hoang dã sống trên bãi biển và hệ sinh thái biển. Nhiều chất gây ô nhiễm biển như ngư cụ và lưới đánh cá hoặc dầu tràn gây nguy hiểm cho nhiều sinh vật biển bao gồm rùa biển, chim biển và cá heo, và có thể gây ra thương tích nghiêm trọng hoặc khiến chúng tử vong. Động vật biển còn có có thể bị mắc kẹt bởi các chất gây ô nhiễm như dây câu hoặc lưới. Vấn đề hiện tại của tất cả các bệnh nói trên chỉ có thể được thực hiện dưới tác động của con người, và chỉ có thể bị ngăn cản ở một mức độ nhất định nếu không có sự ảnh hưởng lẫn nhau giữa con người và biển. Theo báo cáo của Nhóm chuyên gia Liên hợp quốc về các khía cạnh khoa học về ô nhiễm biển (GESAMP), ô nhiễm có nguồn gốc từ đất liền được cho là nguyên nhân gây ra 80% ô nhiễm biển trên thế giới.

### Sự bền vững
Bãi biển sạch là chỉ số đánh giá về chất lượng môi trường và mức độ phát triển bền vững của một quốc gia. "The Beach Cleaning Health Index" là một phương pháp phân loại làm sạch của các nước Châu Âu và môi trường của họ. Chỉ số xác định mức độ bền vững và sạch sẽ của các quốc gia và bãi biển của họ thông qua các ghi chú phân loại như A cho xuất sắc, B cho tốt, C cho bình thường và D cho xấu. Có rất nhiều chỉ số bền vững đã được tạo ra nhằm đại diện cho tình trạng của các bãi biển và vẻ đẹp của chúng. Các chỉ số này phụ thuộc vào một loạt các biến số được dùng để đánh giá cả những thay đổi về chủ nghĩa duy con người cũng như những thay đổi của tự nhiên đối với các bãi biển. Các biến của chỉ số này thường kết hợp các mục tiêu của việc bảo tồn môi trường và của các khu vực có bãi biển. Ngoài chỉ số sức khỏe được sử dụng ở nhiều nước châu Âu, vào năm 2005, Israel đã tạo ra cách phân tích bãi biển của riêng mình, chỉ số bờ biển sạch (CCI). Mục tiêu kể từ khi bắt đầu ứng dụng chỉ số này là để duy trì sự sạch sẽ của tất cả các bờ biển ở Israel, cũng như giáo dục công chúng về tầm quan trọng của việc di cư rác biển. Đây là một trong những chỉ số đầu tiên có thể xác định một lượng rác thải nhiều hơn bị loại bỏ từ một bãi biển, điều mà đã từng được thực hiện trong quá khứ.
CCI đánh giá độ sạch của bãi biển 2 tuần một lần trong vòng 7 tháng. Bằng cách sử dụng chỉ số này định kỳ, họ có thể xác định quy trình nào hoạt động tốt và quy trình nào không. Các quốc gia khác ở Caribe đang sử dụng một loại chỉ số nhằm kiểm tra tình trạng bãi biển, được gọi là chỉ số chất lượng bãi biển (BQI). BQI đánh giá nhiều khía cạnh khác nhau của các bãi biển, không chỉ là rác thải hay độ sạch tổng thể, mà còn là các tác động nhân văn và ảnh hưởng lâu dài để nó có thể hoạt động như một danh sách kiểm tra các vấn đề về chất lượng môi trường. BQI phân loại các bãi biển thành bãi biển thành thị và bãi biển bị đô thị hóa, với hy vọng đánh giá chất lượng tốt nhất của chúng, và bao gồm tất cả các yếu tố có thể ảnh hưởng đến các bãi biển khác nhau. BQI hỗ trợ sự phân loại này bằng cách thiết lập các thành phần và danh mục, điều mà không phải tất cả các chỉ số đánh giá bãi biển đều có thể có được.

### Du lịch
Bãi biển là khu vực vui chơi giải trí và thu hút nhiều du khách trong nước và quốc tế thông qua các hoạt động tắm nắng, bơi lội, đi bộ hoặc lướt sóng. Các loại hình du lịch ven biển này có ý nghĩa quan trọng đối với nhiều quốc gia vì hoạt động du lịch đóng góp vào một khía cạnh lớn cho nền kinh tế của họ. Do đó, một bãi biển hoặc bờ biển bị ô nhiễm có thể tác động tiêu cực đến nền kinh tế của một quốc gia. Các bãi biển bị ô nhiễm đã trở thành mối quan tâm toàn cầu kể từ khi sự công nghiệp hóa bắt đầu. Chúng trở nên không hấp dẫn đối với khách du lịch quốc tế và nội địa do giá trị thẩm mỹ hoặc các vấn đề sức khỏe. Nghiên cứu của Hutchings và cộng sự (2000) cho thấy bãi biển sạch là yếu tố rất quan trọng quyết định đến lượng khách du lịch trong nước và quốc tế ở Nam Phi. Theo nghiên cứu, du khách địa phương và quốc tế chọn đến thăm một nước vì vẻ đẹp của những bãi biển và điều kiện khí hậu thích hợp của đất nước đó. Nếu khách du lịch không thấy kỳ vọng của họ được đáp ứng khi đến một bãi biển, họ có thể đi đến các bãi biển khác để kiếm tìm một địa điểm tốt hơn trong nước. Vì vậy, việc làm sạch bãi biển là rất quan trọng đối với các quốc gia và ngành du lịch hiện nay.

### Chung tay
Việc tham gia làm sạch bãi biển gắn liền với việc hiểu rõ hơn các vấn đề về rác biển và những tác động của chúng. Các tình nguyện viên dọn dẹp bãi biển đã thể hiện kiến thức chính xác hơn về số lượng và loại rác thải trong môi trường địa phương, cũng như nhận thức tốt hơn về nguyên nhân và hậu quả của rác biển. Ví dụ, Hartley và các cộng sự (2015) đã phát hiện ra rằng những sinh viên tình nguyện làm sạch bãi biển địa phương cùng với trường học của họ có thể xác định chính xác hơn nguồn gốc chính của rác biển và ước tính tuổi thọ của nhựa.
Bằng cách nêu bật mối liên hệ giữa hành vi của con người và rác thải trên biển, việc làm sạch bãi biển làm tăng khả năng những người tham gia sẽ tự loại bỏ và xử lý rác ven biển một cách thường xuyên và thích hợp, cũng như tham gia vào việc ngăn ngừa và giảm thiểu các tác động của ô nhiễm biển. Bằng cách so sánh việc làm sạch bãi biển với các hoạt động ven biển khác - đi bộ trên bãi biển và quan sát các sinh vật trong hồ thủy triều (hay còn gọi là "rock pooling") - Wyles và cộng sự (2017) tập trung vào việc xác định những lợi ích chỉ làm sạch bãi biển mới đem lại được. Khi làm như vậy, họ phát hiện ra rằng so với các nhóm thử nghiệm khác sau khi có sự can thiệp,.các cá nhân tham gia làm sạch bãi biển đã báo cáo sự gia tăng đáng kể trong mong muốn có một lối sống thân thiện với môi trường và nhận thức của họ đến các vấn đề về biển.

### An sinh
Dọn dẹp bãi biển đã được chứng minh là có tác dụng nuôi dưỡng tâm trạng tích cực và cảm giác thỏa mãn. Wyles và cộng sự. (2017) đã so sánh hiệu quả của các hoạt động ven biển khác nhau - làm sạch bãi biển, quan sát các sinh vật trong hồ thủy triều và đi bộ trên bãi biển - đối với sức khỏe. Nghiên cứu cho thấy rằng những người tham gia có thể trải nghiệm sự cải thiện tâm trạng trên cả ba hoạt động, mặc dù những người tham gia dọn dẹp bãi biển nói rằng công việc này mang lại ý nghĩa hơn so với khi đi bộ trên bãi biển và quan sát các sinh vật trong hồ thủy triều.
Nghiên cứu bổ sung về các tác động của làm sạch bãi biển đối với sức khỏe cá nhân vẫn chưa được tiến hành. Tuy nhiên, hai thành phần cốt lõi của việc dọn dẹp bãi biển - dành thời gian cho đại dương và tình nguyện thúc đẩy quản lý môi trường - có liên quan đến việc cải thiện sức khỏe, tâm trạng và nhân sinh quan của chon người. Ví dụ, Koss và Kingsley (2010) đã nhận thấy rằng những cá nhân tình nguyện tại các khu bảo tồn biển ở Úc có sức khỏe tinh thần và cảm xúc tốt hơn, cũng như có thể tăng cường kết nối với môi trường tự nhiên.
Trong khi làm sạch bãi biển có thể cải thiện sức khỏe, Wyles và cộng sự (2017) đã phát hiện ra rằng những người tham gia làm sạch bãi biển có mức độ trẻ hóa và thư giãn thấp hơn so với khi quan sát các sinh vật trong hồ thủy triều và đi bộ trên bãi biển. Cuối cùng, những phúc lợi liên quan đến việc làm sạch bãi biển không chỉ giới hạn ở các cá nhân tích cực dọn rác trên bờ biển mà có thể được hưởng bởi các thành viên cộng đồng và người đi biển nói chung. Wyles và cộng sự (2016) tuyên bố rằng sự hiện diện của rác có thể làm giảm bớt lợi ích tâm lý của các bãi biển. Những người đi biển trong nghiên cứu của Wyles và cộng sự (2016) thậm chí còn mô tả cảm giác buồn bã hoặc tức giận khi đối mặt với rác, điều này được giải thích rằng những cảm xúc đó xuất hiện là rác thải đã tác động tiêu cực đến môi trường và làm sao lãng vẻ đẹp của cảnh quan.